# ایتاکورا شیگه‌مونه
ایتاکورا شیگه‌مونه (به ژاپنی: 板倉 重宗 Itakura Shigemune)؛ ۱۵۸۶ – ۱۵ ژانویه ۱۶۵۷) دایمیو و کیوتو شوشیدای در دوره ادو اهل ژاپن بود.